# 6897 Tabei
6897 Tabei este un asteroid din centura principală de asteroizi.

## Descriere
6897 Tabei este un asteroid din centura principală de asteroizi. A fost descoperit pe 15 noiembrie 1987 la Observatorul Kleť de Antonín Mrkos. Asteroidul prezintă o orbită caracterizată de o semiaxă mare de 2,38 ua, o excentricitate de 0,17 și o înclinație de 1,6° în raport cu ecliptica.